# 크레이지 엑스 걸프렌드
《크레이지 엑스 걸프렌드》(영어: Crazy Ex-Girlfriend)는 2015년 10월부터 2019년 4월까지 방영된 미국의 뮤지컬, 코미디 드라마다.